# 亞美尼亞紋胸鮡
亞美尼亞紋胸鮡，為輻鰭魚綱鯰形目鮡科的其中一種，為溫帶淡水魚類，分布於亞洲伊朗及土耳其淡水流域，體長可達12.5公分，棲息在底層水域，生活習性不明。

## 扩展阅读
維基物種上的相關：亞美尼亞紋胸鮡